# Tetraulax pictiventris
Tetraulax pictiventris är en skalbaggsart som först beskrevs av Louis Alexandre Auguste Chevrolat 1857.  Tetraulax pictiventris ingår i släktet Tetraulax och familjen långhorningar.
Artens utbredningsområde är Nigeria. Inga underarter finns listade i Catalogue of Life.